# Храм Непорочного Зачатия Пресвятой Девы Марии (Удело)
Храм Непорочного Зачатия Пресвятой Девы Марии (бел. Касцёл Беззаганнага Зачацця Найсвяцейшай Дзевы Марыі) — католический храм в агрогородке Удело, Витебская область, Белоруссия. Относится к Глубокскому деканату Витебского диоцеза. Памятник архитектуры с чертами барокко и классицизма, построен в 1766—1791 годах (по другим данным в 1740 году). Храм включён в Государственный список историко-культурных ценностей Республики Беларусь

## История
В 1642 году мстиславский воевода Юзеф Корсак основал в Удело монастырь францисканцев и построил при нём деревянный католический храм. С 1722 года в Удело существует самостоятельный католический приход. Каменный костел на месте деревянного строился 1766 по 1791 год, когда новый храм был освящён во имя Непорочного Зачатия Девы Марии.
Строительство монастырских корпусов было завершено в 1805 году, но уже в 1809 году монастырский комплекс пострадал от пожара. В 1837 году изначально барочное здание костела было перестроено с добавлением элементов в стиле позднего классицизма, в частности главный фасад был увенчан треугольным фронтоном и лишён боковых башен. Интерьер храма также был переделан в классицистическом стиле.
В 1851 году францисканский монастырь был закрыт властями, а монастырский храм стал обычным приходским костелом.
В 1886 году настоятелем Удяльского прихода Дисненского деканата был ксендз Франциск Завадский.
В 1949 году храм был закрыт.
В 1988 году возвращён церкви. Большую роль в восстановлении прихода сыграл ксёндз Юзеф Булька, настоятель костела в соседнем Мосаре.
C 2000 года католический храм  вновь находится под управлением францисканцев.

## Архитектура
Костел — трёхнефный, с полуциркульной апсидой и боковыми ризницами. Нефы имеют одинаковую высоту и накрыты общей двускатной крышей. Плоскость главного фасада расчленена пилястрами, горизонтальными тягами, филёнками и полуциркульными овальными нишами. Боковые и алтарный фасады прорезаны фигурными оконными проемами. Над притвором расположен изогнутые в плане хоры с органом. Стены и столбы декорирован широкими карнизными поясами и ионическими пилястрами.
Перед главным фасадом костёла по оси центрального входа во 2-й половине XIX века построена из кирпича квадратная в плане двухъярусная ворота-колокольня, решена в формах классицизма.